# Syngonium angustatum
Syngonium angustatum är en kallaväxtart som beskrevs av Heinrich Wilhelm Schott. Syngonium angustatum ingår i släktet Syngonium och familjen kallaväxter. Inga underarter finns listade.